# 機動六課
機動六課（きどうろっか）は、テレビアニメ作品『魔法少女リリカルなのはStrikerS』に登場する架空の組織である。

## 概要
正式名称「古代遺物管理部 機動六課」。英語表記は「Lost Property Riot Force 6」。
『StrikerS』本編にて八神はやてが新設した部隊で、ロストロギア関連の危険な任務を扱う古代遺物管理部の機動課（実動部隊）第六の部隊。レリックの回収を専任としている。後見人にリンディ・ハラオウン、クロノ・ハラオウン、カリム・グラシアを据えており、本局と聖王教会からの支援を得ている。
部隊は前線と後方支援・指揮の二種に大別され、前線は高町なのはが指揮する「スターズ分隊」、フェイト・T・ハラオウンが指揮する「ライトニング分隊」の二部隊、後方支援と指揮は部隊長の八神はやてが指揮する「ロングアーチ」で構成される。またこれら以外にも「バックヤード」という分隊が存在し、前記の三分隊に所属していない機動六課の人員はそこに所属している模様。
機動六課はその名の通りロストロギア関連の事件を扱っているが、本来の設立意図は別にある（表向きの設立理由はレリックの対策と、独立性の高い少数精鋭の部隊の実験のため）。それは、ここ数年のカリムの「プロフェーティン・シュリフテン」による詩文の解析結果が全て『いずれ起こりうるであろう陸士部隊の全滅と管理局システムの崩壊』と出た事に因る。この事に危機感を覚えたはやて達が、それを防ぐために設立したのが機動六課である（地上部隊がカリムの技能を信用していないのも一因）。そのためクロノ、リンディ、カリムの3人が後見人として名を連ね、更には伝説の三提督も非公式ではあるが関わっている。
しかしあくまでもそれは「最悪の事態が起こった場合に対応する部署の設立」というあやふやなもののため、大々的に優秀な人材を集めるわけにも行かなかった。そのため招集された局員ははやての身内繋がりを中核にして、能力や将来性に優れるものの、出向者や実績の乏しい新人達であった。試験運用期間は1年で、もくろみの通りに「最悪の事態が起こった場合に対応」して収拾をつけた。その後も時間を惜しんで新人達を鍛え上げ、0076年4月28日に期間満了し、解散となった。
『魔法戦記リリカルなのはForce』では、「エクリプス関連事件」に際しはやてが中核メンバーの多くを再招集して「特務六課」を結成。LS級艦船「ヴォルフラム」を駆って事件へと挑む。

## メンバー
なのは、ヴィータ、スバル、ティアナの4名で構成される『スターズ分隊』。フェイト、シグナム、エリオ、キャロの4名で構成される『ライトニング分隊』が存在し、それぞれミッドチルダ式とベルカ式2名ずつの配置となっている。
しかし各分隊で行動する機会は少なく、むしろスバル、ティアナ、エリオ、キャロの『フォワードチーム』（隊長、副隊長は対して『隊長チーム』）で行動する機会の方が多い。それに加えて部隊長のはやてが直接率いる支援部隊『ロングアーチ』がサポートする。

### 隊長陣
高町なのは（たかまち なのは）
声 - 田村ゆかり
「スターズ分隊」隊長。
フェイト・T・ハラオウン
声 - 水樹奈々
「ライトニング分隊」隊長。
八神はやて（やがみ はやて）
声 - 植田佳奈
総部隊長、及び「ロングアーチ」の指揮官。

### ヴォルケンリッター
本来は「夜天の王」八神はやてを守護する存在だが、ザフィーラを除く3名は時空管理局に入局しており、いずれも機動六課に転属という形になった。
ヴィータ
声 - 真田アサミ
「スターズ分隊」副隊長。
シグナム
声 - 清水香里
「ライトニング分隊」副隊長。
シャマル
声 - 柚木涼香
「ロングアーチ」所属医務官。
ザフィーラ
声 - 一条和矢

### 前線フォワード部隊
『StrikerS』における中心的人物達。なのはの後輩であり、また教え子にもあたる。新人フォワードのバリアジャケットは各分隊長のものを参考に制作された。各人のバリアジャケットは機動六課での初出撃直前に、それぞれの専用デバイスと共に配備されている。
スバル・ナカジマ
声 - 斎藤千和
15歳。『StrikerS』での主人公格の1人となるボーイッシュな少女。アイスクリームが大好物。ギンガ・ナカジマの妹。魔導師ランクは陸戦Bで、階級は二等陸士。魔法体系は近代ベルカ式・魔力光は空色で、先天魔法「ウイングロード」と格闘技「シューティングアーツ」を組み合わせて戦う。使用デバイスは、ローラーブーツ型のインテリジェントデバイス「マッハキャリバー」と母クイントの形見でもある籠手型のアームドデバイス「リボルバーナックル（右手）」。ローラーブーツの方は当初自作品を使用していたが、六課での厳しい訓練により限界を迎え故障。「マッハキャリバー」と交換された。六課では憧れのなのはの部下として、スターズ分隊のフロントアタッカーを務める。
前向きで能天気な人当たりのいいムードメーカーだが、内気で気が弱いところもある。だが、一度決めたことは最後までやり通す一本気な面も持っている。なのはとの出会いは『StrikerS』本編から4年前の新暦71年4月29日。ミッドチルダ北部臨海第八空港火災に遡る。その火災現場で自分を救助したなのはの姿に憧れ、彼女のように誰かを守れる存在になりたいと願うようになる。そしてそれまで遠ざけていた「シューティングアーツ」を姉ギンガを師に本格的に学び直し、魔法と共に大急ぎで詰め込んで翌年の新暦72年6月に時空管理局武装隊ミッドチルダ北部第四陸士訓練校に入学。ここでティアナと同室パートナーとして出会い、長きに渡ってコンビを組むことになる。訓練校卒業後は、機動六課に配属されるまでティアナと共に陸士386部隊の災害担当に所属していた。
ティアナを無二の親友として心から慕っており、常にティアナの味方であり続け、時にティアナのためになることを最優先にして行動することもあるほど。スキンシップで寝惚けているティアナの胸を揉むのが好き。
その正体は戦闘機人「タイプゼロ・セカンド」であり、姉のギンガ共々クイント・ナカジマの遺伝子から生み出された人造生命体。クイントが生前に追っていた戦闘機人事件の捜査過程でギンガと共に発見・保護され、その後子供の出来なかったナカジマ家に2人揃って引き取られた。所有するIS「振動破砕」は戦闘機人相手に特に効果が高く、対人・対物においてもかなりの威力を発揮する。地上本部襲撃事件が起こるまでは、六課内でこれらの事実を知っているのはティアナだけだった。通常モードと戦闘機人モードとがあり、後者は感情の暴走や自分の意思で発動し、その際には瞳の色が緑から黄色に変わる。最終決戦ではスカリエッティに操られたギンガと対戦。この戦いに勝利しギンガを取り戻した後はAMFの影響を受けない戦闘機人の体質を活かし、バイクを駆るティアナと共に「聖王のゆりかご」内に閉じ込められたなのは達の救助を行った。六課解散後は、かねてより希望していた「特別救助隊」に転属。フォワードトップとして、災害対策・人命救助の最前線で被災者を救助し続け、「シルバー（制服色に由来する特救の通称）のエース」とまで称されている。また、エピローグでは一等陸士に昇進している。なお、スバルは企画段階ではなのはに代わり新主人公となる予定もあった。
『StrikerS』の3年後を描いたCDドラマ『StrikerS サウンドステージX』では港湾特別救助隊の防災士長となっており、ティアナと並ぶ主人公としてマリアージュ事件での冥王イクスヴェリアとの邂逅が描かれた。それ以来、眠りに落ちたイクスを常に気にかけ面倒をみている。
Vivid
ノーヴェの「お姉ちゃん」としての立場からの言動が多い。ノーヴェの頼みでアインハルトを保護したり、自分の将来をまだ定めていないノーヴェに助言するなど、姉妹仲が良い様子を見せている。前線に立つ仕事のため訓練は常に欠かしておらず、オフトレーニングでは鈍って体力不足になったフェイトやティアナをなのはと2人でしごいていた。模擬戦では、ノーヴェとの姉妹対決や、ヴィヴィオをSLBから庇ってダメージを全て引き受けるなどした。
Force
なのはと共に「2枚の切り札の内の1枚」としてはやてに召集されている。また主人公トーマの保護者で、ヴァイゼンに自主トレーニングで訪れた際に発見した彼を、保護して施設に入れる等の面倒を見てきた。その縁から彼には「スゥちゃん」と愛称で呼ばれる。トーマが旅から帰った際には、ナカジマ家で引き取って弟になる約束を交わしていた。そのトーマが、エクリプスに関わる事件の容疑者となったことで非常に心配していた。フッケバイン艦内に突入した際にはヴェイロンと対決。その後、「ディバイドゼロ・エクリプス」を受けて身動きできなくなったスバルは、戦いの場に現れた変わり果てた姿のトーマと悲劇的な再会をする事になった。
ティアナ・ランスター
声 - 中原麻衣
16歳。愛称はティア。唯一の肉親だった兄ティーダ・ランスターとは死別している。陸士訓練校での成績は首席卒業。魔導師ランクは陸戦Bで、階級は二等陸士。魔法体系はミッドチルダ式・魔力光はオレンジ色で、希少魔法の1つである幻術魔法を習得している。使用デバイスは拳銃型のインテリジェントデバイス「クロスミラージュ」。当初はカートリッジシステム搭載の簡易ストレージデバイス「アンカーガン」を使用していたが、厳しい訓練で故障がちになったのを機に交換された。陸士訓練校でスバルと出会った当初は頑なな態度を取っていたが、スバルの性格に感化されまた姉ギンガと引き合わされたことで態度を軟化、親友といえるほど親密になっていった。今では互いに信頼しあうパートナーだが、邪険に扱うクセだけは抜けていない。六課ではスターズ分隊の「センターガード」を勤める。
スバルより一つ年上で背も高い。髪はオレンジ色のツインテール。強気でプライドの高い性格だが、ドジを連発するスバルに憤りながらも世話を焼くような面倒見のいい一面がある。天涯孤独の身の上であることから、優しい家族に支えられているスバルやなのはを羨ましがっている節がある。六課では自然と新人達のリーダー格となっている。そのことからなのはに指揮官訓練の誘いを受けるが、先の目標と戦闘訓練の厳しさから断っている。兄の夢だった執務官に自分が代わりになることを目指しているが、空戦適性がなく士官学校の入学試験にも落第という挫折の過去を持ち、弱気な面が顔を見せることもある。
六課に配属された当初は、周囲の才能への劣等感や兄への想い、日々の訓練で自分が強くなっている実感が湧いて来ない焦燥感、前述の劣等感とプライドの高さゆえに自らの存在感を示すことに強く固執していたことなどから、訓練で無茶を続けていたり、任務中に我を忘れ冷静さを欠いた行動をとっていた。そして遂に模擬戦においてまで教導無視の捨て身の攻撃を実行した結果、戒めとしてなのはに叩きのめされてしまう。その後もなのはに対する反発を強めていくが、状況を見かねたシャリオたちからなのはが過去に重傷を負って苦しんだこと、教え子達には自分と同じ思いをさせないように教導していることを教えられる。そしてなのはとの対話で、身の安全だけでなく自分の将来も気にかけ深慮してくれていたことを知り和解した。この苦い経験を経て、各人とより強い絆と信頼で結ばれるようになった。
六課配属前からスバルが戦闘機人であることを知っていたので、戦闘機人システムに対応した幻術魔法を構築出来る。最終決戦では戦闘機人のノーヴェ・ウェンディ・ディードと3対1で対峙。数的不利に加え足を負傷するという窮地に陥るが、完璧なコンビネーションを逆手に取ることで戦局を逆転させ勝利した。元より機動六課隊長陣は、ティアナを単純な兵士ではなく、情報分析・戦術立案・戦闘行為の並行処理（マルチタスク）に秀でた「チームの核」として育成する方針であり、なのはの教導もそれに基づいて構成されていた。いわば「単純な戦闘力のレベルで敵に劣るような状況でも、戦術レベルで凌駕することで戦場を制すること」が彼女の役割であった（ティアナ自身は戦闘レベルの能力で自分と仲間達を比較して劣等感を覚え、自らを「凡人」と評した）。最終決戦において、数的不利の状況下で「敵性戦闘機人3機捕縛」という戦果を挙げるほどに成長しており、なのはも最強の切り札・スターライトブレイカーを伝授できるほどの成長と認めている。後に執務官補佐試験に満点で合格し、六課解散後は次元航行部隊に配属、髪も下ろした。フェイトの第二補佐官として執務官実務研修に入り執務官になるための第一歩を踏み出した。また、軍勢の用兵戦術に関しても天才と言える才能があり、将来の大都督として大きく将来を嘱望されている。補佐官であるため、エピローグでは明確な描写はなかったが、スバルと同様に（事実上の）一等陸士に昇進している。
『StrikerS』の3年後を描いたCDドラマ『StrikerS サウンドステージX』では念願の執務官になり、武装隊での三尉扱いに昇進している。本人曰く「未完成」ながらもスターライトブレイカーを実戦使用するなど、更なる成長を遂げている。
Vivid
主にスバルとセットで出てくる。執務官になって事務仕事が多かったことで身体が鈍っており、皆で参加したオフトレーニングでは同様なフェイトと共にへばっていた（毎日を猛訓練に割けるスバル達と比べるのは酷ではある）。その後の模擬戦では青組と赤組に分かれてなのはと対戦。第1回戦ではスターライトブレイカーを撃ち合い、なのはの「SLB-MR（マルチレイド）」を「SLB-PS（ファントムストライク）」でギリギリ相殺し、なのはを撃墜して勝利した。だが、ボロボロになっていたところへヴィヴィオの襲撃を受け、ティアナも撃墜されている。
Force
本局警防部に所属する執務官として、フェイトらと共にエクリプス関連事件に協力している。スバルを通じてトーマと面識があり、彼からはティアさんと呼ばれている。
エリオ・モンディアル
声 - 井上麻里奈
10歳で、フォワード部隊唯一の男性。魔導師ランクは陸戦Bで、階級は三等陸士。使用デバイスは槍型のアームドデバイス「ストラーダ」。魔法体系は近代ベルカ式だが、機動系に関してのみ一部ミッドチルダ式魔法を習得している。魔力光はレモンイエロー。また、魔力変換資質「電気」を保有しており、変換プロセスを踏むことなく電気を発生させることが出来る。高速機動を主軸とする「ベルカ式のフェイト」とも言うべきスタイル。六課ではキャロと共にライトニング分隊に所属、「ガードウイング」を勤める。
実直で克己心の強い性格をしており人当たりも良いが、その性格が災いしてか女性陣にからかわれることが多い。また、少々羞恥心に欠けるキャロの過激なスキンシップに困惑することもある。新人フォワード4人の中ではなのは達との付き合いが一番長く、立派な「騎士」を目指して日々精進を続けている。
似た境遇のキャロとは六課配属まで面識がなかったが、数々の訓練や任務を経て、互いに信頼しあうパートナーとなっていった。エリオはキャロより2ヶ月年上で、六課メンバーからはエリオとキャロは「兄妹関係」という認識がなされている。
実はフェイトと同じくプロジェクトFによって生み出された人造生命体で、モンディアル家の病死した一人息子である「オリジナルのエリオ・モンディアル」のクローン。ある時両親と引き離されたが、その際に事実を突きつけられた途端に両親が抵抗をやめてしまったこと、また研究施設での非人道的な扱いから一時期重度の人間不信に陥っていた。フェイトによって救い出され管理局の保護を受けてからも荒みきっていたが、魔法を行使して暴れるエリオに対して行ったフェイトの（文字通り）体を張っての真摯な説得と献身をきっかけに急激に立ち直っていく。フェイトが保護者（法的後見人はリンディ）となってからは幸せな日々を送れており、彼女には深い恩義を感じている。
最終決戦では、クアットロの策略で記憶を操作され、暴走するルーテシアをキャロと共に保護し、崩れ行くラボに残っていたフェイトの救出にあたった。六課解散後は自然保護隊に希望配属。竜騎士となりキャロと共に密猟者の摘発や自然保護業務に当たっている。エピローグではキャロと共に二等陸士に昇進している。
Vivid
少し身長が伸びた状態で登場。防護服で半ズボンだった下半身は長ズボンとなっている。ヴィヴィオの「大人形態」という単語は時々聞いていたようだが、それが変身魔法によるものとは思っていなかった。かなり実力が上がっており、模擬戦ではフェイトを撃墜している。
Force
更に身長が伸び（スバルより頭一つ上）、六課メンバーで最も背が高くなっている。エクリプス関連事件への捜査協力のため、キャロと共に特務六課に召集された。フッケバイン艦内での戦いではドゥビルと対決した。同年代のトーマとは親友同士。普段他人には敬語や丁寧口調で話すエリオとトーマだが、二人で会話するときは友達口調で砕けた様子を見せる。
キャロ・ル・ルシエ
声 - 高橋美佳子
10歳。魔導師ランクは陸戦C＋で、階級は三等陸士。使用デバイスはグローブ型のブーストデバイス「ケリュケイオン」。魔法体系はミッドチルダ式・魔力光はピンク色で、レアスキル「竜召喚」を持つ召喚魔導師。召喚魔法以外にブースト系魔法にも長けているが、彼女自身の戦闘力は低い。竜と共に暮らし使役する少数民族「ル・ルシエ」の出身で、傍らには使役竜フリードリヒが寄り添っている。保護隊では白魔道士のようなローブをよく着用する。六課ではエリオと共にライトニング分隊に所属、「フルバック」を務める。
竜召喚士として類稀な素質を持って生まれたが、その力が強過ぎることを危惧した長老から故郷の集落を追放された。その後各地を転々としていたところを時空管理局に保護され、事情を知ったフェイトが保護者となって引き取った。そのためエリオと同じくフェイトを強く慕っている。自立して生きていくことを望みフェイトの紹介で自然保護隊に入隊していたが、機動六課設立にあたり自ら転属を志願した。
おっとり天然気味の、可愛らしい性格。その経歴上同世代の友人を持ったことがなく、「パートナー」という存在に強い憧れを持っている。また、羞恥心に欠ける部分があり、サウンドステージ01では銭湯に行った際、エリオと一緒に男湯に入浴したり、他のメンバーが居る女湯へと強引に連れて行くなど彼を困惑させた。自分と似た境遇のエリオとは出会った当初あまり会話することがなかったが、六課での訓練と任務を経て打ち解けあい互いに信頼しあうパートナーとなっていった。
六課解散後は元いた自然保護隊に復帰、竜召喚師としてエリオと共に自然保護隊の任務に従事しつつ、学士としての勉学にも勤んでいる。エピローグでは二等陸士に昇進している。
Vivid
年齢の割に身長があまり伸びず（マリアージュ事件より1.5cmしか伸びていない）、『StrikerS』では友情を深めたはずのルーテシアにちびっ子とからかわれた。模擬戦ではルーテシアとリオの2人がかりの攻撃を捌き、待機させていたコロナの攻撃で同時に撃墜しているが、勝利に気が緩んだところをなのはに撃墜されている。
Force
この頃でも成長があまり見られず、『Vivid』の頃よりますますエリオとの身長差が広がってしまっていた（頭二つ分もエリオが上）。トーマの友人の一人だが、新しく出会ったリリィやアイシスとも仲良くなっている。
フリードリヒ
声 - 高橋美佳子
キャロの使役竜で、通称フリード。通常は膝程もない小型形態だが、口から吐く火炎は強力でありキャロの指示次第で有効な戦力となる。キャロ自身が卵から孵して育てた。
その真の姿は10メートルを超える巨体を有する飛竜であり、「白銀の飛竜」とも呼ばれる。キャロが追放された頃はフリードの制御ができず、ちょっとした刺激でフリードはすぐに暴走して無差別破壊を繰り返していたが、六課初出動の際、エリオの窮地を救いたいと願ったキャロの強い想いが「竜魂召喚」の完全制御に成功、それを契機として以降は模擬戦などでも完全制御出来るようになった。ただし、同じ召喚でもヴォルテールは別の場所から呼び出すのに対し、フリードは小型形態を真の姿に戻すものでありその内容は微妙に異なる。六課解散後は竜騎士となったエリオを第二の主人として任務に従事している。
ヴォルテール
キャロが召喚出来るもう一騎の竜で、古くからアルザスに棲む「守護竜」や「真竜」とも謳われる強大な存在。ルシエの長老は「黒竜」と呼んでいた。
キャロはヴォルテールの巫女のようなものであり、その力を借りるのは本当に危険になったときだけとのこと。しかし、漫画版でなのはが切り札は二騎の竜召喚と発言しており、キャロの目指す最終目標はフリードのみならずヴォルテールをも戦力に加えたもの。
ナンバーズによる機動六課襲撃の終盤、機動六課という居場所を守るために遂にキャロによって召喚される。その姿は人型であり、竜というよりも竜人といった方が正しく言い表せる。また真の姿となったフリードリヒを遥かに超える巨体を有する。その戦闘力も絶大であり、たった一度の攻撃で六課隊舎を破壊しようとしていたガジェットドローン群を全て消し飛ばしている。

### ロングアーチ
リインフォースII（ツヴァイ）
声 - ゆかな（StrikerS、The MOVIE 2nd A's）、小林沙苗（A's最終話エピローグ）
A'sの最終話のエピローグから登場。StrikerS時点で魔法術式・古代ベルカ式/魔導師ランク・総合A＋。
「闇の書事件」から2年後（StrikerSからは8年前）、遺された夜天の書の欠片を元に八神はやてが試行錯誤の果てに作り出したユニゾンデバイスの管制人格。愛称は「リイン」。A's時に消滅を迎えた初代リインフォース後裔（妹とされる事が多い）にあたり、彼女に代わる「第5のヴォルケンリッター」といえる存在。
具現化時の外見は幼い少女のようである。通常は身長約30cmと非常に小さく、移動時などは浮遊、または飛行している（まれに肩を借りて座ることも）。性格は明るく、常に「ますです」といった口調で話す。大人ぶってはいるが、外見のようにすべての面で幼い。任務時には意識してはやてのことを「マイスターはやて」と呼ぶようにしているが、普段は「はやてちゃん」と呼んでいる（リインにとって、はやてはマイスターであると同時にロードでもある）。出会うことの叶わなかった初代のリインフォースに憧れと敬意を持ち、「The MOVIE 2nd A's」は「リインが聞いた闇の書の物語」と言う形になっている。18.5話（サウンドステージ03）において、初代リインフォース（正確にはその記憶）との邂逅を果たし、主及びその騎士たちに対する想いを知り、彼女たちを守ることをその胸に誓っている。
また、体の数倍の量はある食事を取っている場面が見られ、その具体的構造は不明な点が多い。
漫画版時点ではストレージデバイス「蒼天の書」をはやてと共用。単独での魔法使用も可能だが、生まれて間もないためまだ知識や経験が足りない部分があり、常に周りからさまざまなことを学んで成長し続けていた。現在は六課隊員に使用者のいない「凍結・冷却系」魔法を習得。またデータ容量の増加に伴い「蒼天の書」をはやての「夜天の書」と分割し、彼女専用ストレージとしている。
機動六課では補佐官として部隊長のはやて、シグナム、ヴィータの補佐を務め、また前線における現場管制を務める。階級は空曹長。曰く「ちっちゃい上司」。JS事件解決後は、同じ融合騎であるアギトとともに登場することも増えている。
体のサイズを普通の子供サイズ位までなら変化させられることがサウンドステージ01で述べられており、地球など魔法文明が存在しない異世界で活動するときなどは、大きくなって活動する。ただし燃費は悪いとのこと。また4年前までは、はやてやヴォルケンリッターと共に海鳴市に住んでおり、アリサ、すずか、高町家の人々とも面識がある。
『Vivid』では、デバイスのないアインハルトのために古代ベルカ式デバイス『アスティオン』をはやて、アギトとともに制作した。
『Force』では、海上警備部捜査司令補としてはやての傍らにいる（なお、このときは普通の人間サイズとして登場している）。融合騎と似たシステムであるリリィを後輩としてかわいがっており、トーマやリリィも「師匠」と慕っている。
本体についての詳細は魔法少女リリカルなのはシリーズ#リインフォースIIを参照のこと。
グリフィス・ロウラン
声 - 箭内仁
機動六課部隊長補佐、つまりはやての副官を務める青年。階級は准陸尉。リンディの友人であるレティ・ロウラン提督の息子で、シャーリーの幼馴染み。
まじめかつ実直な性格。II種キャリア（通称「一般キャリア」）の試験に合格しており、現場に出ずに部隊の運営・指揮を行うキャリア指揮官への道を歩んでいる。はやて達が異世界へ出張する際は、留守居として彼女に代わって指揮を執る事も。なお、機動六課には陸士部隊の運営補佐の研修を兼ねての配属となる。
六課解散後は本局次元航行部隊に転属、事務官として艦船の事務業務を担当している。
『Force』以前にルキノと結婚している。
ヴァイス・グランセニック
声 - 中村悠一
「機動六課」のロングアーチでヘリパイロットを務める青年。ヘリ操縦士としては最高位のA級ライセンスを保有している。階級は陸曹。アルトとは付き合いが長いらしい。使用するデバイスは、狙撃銃型のインテリジェントデバイス「ストームレイダー」。
過去に武装隊に所属しており、入隊直後の上官がシグナムだった縁から八神家やなのはとは顔なじみとなり、またその縁で機動六課に引き抜かれる。漫画版でなのはに「おもしろい人」と評される軽快でフランクな性格をしており、また一時期秘密特訓を続けていたティアナにアドバイスをして彼女を見守る等、新人達には面倒見の良い兄貴分として接する。ヘリをこよなく愛しており、機動六課配属当初は導入される最新型輸送ヘリJF704式の到着を心待ちにしていた。またバイクを所有している。
立て篭もり犯を狙撃する任務でミスショットし、人質であった妹ラグナの左目を潰したことがトラウマとなり武装隊を辞めた過去を持つ。そのため機動六課が襲撃された際、ルーテシアをラグナと重ねてしまい攻撃できず敗北する。その後病床でザフィーラらから諭され、最終決戦では再びストームレイダーを手に取り、JF704式ヘリからの狙撃で、不意打ちをしようとしたディードからティアナを救い、そしてスターズ隊をゆりかごまで送り届けた。六課解散後は陸曹長へ昇進。地上本部ヘリパイロットとして勤務しながら返納していた武装局員資格を再取得。武装隊にも復帰した。
なのは達ほどではないとはいえ、実際は非凡な実力があるものの、当の本人は「俺は才能がない普通の人間だ」と自己評価している。
シャリオ・フィニーノ
声 - 伊藤静
自称「メカニックデザイナー」、ヴァイス曰く「メカオタ眼鏡」。「シャーリー」の愛称で親しまれる、眼鏡をかけた少女。幼い頃に家が近所だったため、グリフィスとは幼馴染。新暦71年5月にフェイトの希望指名を受けて彼女の執務官補佐になっており、そのためなのはたちとも交流がある。
フェイトをもって「シャーリーの辞書に人見知りの字はない」と言わしめるほどの社交性と人なつっこさを持った性格で、フェイトの補佐として次元世界中を飛び回ったこともあって多方面に顔が広い。またその性格故に機動六課内でも親しまれており、ロングアーチはもちろん、スバル達フォワード一同とも親しい。スバル、ティアナが入校した陸士訓練校の卒業生。通信士科だったが精密機器関係の知識も深く、本人の嗜好もあって在校中に「デバイスマイスター」の資格を取っている。
漫画版時点での官職は時空管理局通信士。後に本局でのフェイトの執務官補佐を兼任しつつ、機動六課の通信とデバイスの制作・整備の主任として共に着任する。有事の際はロングアーチのリーダー格としてアルトとルキノを指揮する。StrikerS本編での階級は一等陸士。執務官になるために補佐となったティアナと異なり、別段執務官を志望している訳ではなく、トップの補佐として指揮役をするのが得意。
六課解散後は執務官補佐としてフェイトと共に本局に復隊。
『Force』でも相変わらずフェイトの補佐をしている。
『Reflection』には新人局員として登場。マリエルの元で研修中で、レイジングハートの提案をアミティエに伝えるためにアミティエのもとを訪れる。
アルト・クラエッタ
声 - 升望
「機動六課」のロングアーチに所属し、平時は機器整備員、有事は通信士を務める少女。階級は二等陸士。
シャリオやルキノと同じく、魔導師としての能力を持たない内勤組。元はヴァイスと同様にシグナムの指揮する部隊に所属しており、その縁で「機動六課」に引き抜かれた。漫画版でシグナムの紹介により、なのはとも顔なじみとなっている。ヴァイスとはそのころから続く長い付き合い。また漫画版から本編までの間に通信士資格を初めとした幾つかの資格をとっている。ルキノとは通信士研修で知り合い、以来公私に渡る友人として仲が良い。またスバルとも仲良しという社交的な性格。
兄二人に弟一人という男所帯で育ったため、7歳位までは自分が男だと思い込み、それにまつわる恥ずかしい話が多々あるらしい。それらは面白話として機動六課の若手の間では広く知れ渡っている（言いふらしたのはヴァイスでそれを広げたのがシャーリー）。重傷を負ったヴァイスに代わり最終決戦ではヘリパイロットを務める。六課解散後は、一等陸士に昇進。地上本部で正式にヘリパイロットとして採用され、後に陸士108部隊に転属、任務に従事している。
『Force』では、スバルと共にトーマを世話した縁で彼からはアーちゃんと呼ばれている。ディバイダーとリアクター強奪及び、違法研究施設の破壊の容疑報告書の人相顔を見たことで、彼がトーマである事に気づく。
ルキノ・リリエ → ルキノ・ロウラン
声 - ゆかな
機動六課のロングアーチに所属し、平時は経理事務員、有事は通信士を務める少女。階級は二等陸士。
元は艦船アースラで事務員兼通信士補を勤めており、クロノの状況についても知っていた。その縁でフェイトの推薦を受け、機動六課に引き抜かれる。アルトとは通信士研修で知り合い、以来公私に渡る友人となる。上司等を前にすると照れや緊張を見せるやや内向的な性格であり、アルト程社交的になれないのが少しだけ悩みなんだという。三人兄弟の真ん中で、両親祖父母は健在。時空管理局の局員はルキノと祖父だけらしい。通信士以外に艦船操舵手の資格を持っており、機動六課が隊舎をアースラに移してからはその操舵手を務める。六課解散後は、本局次元航行部隊に転属し事務官補としてグリフィスの補佐を務めつつ、操舵手補として艦船操舵手への道も歩んでいる。
『Force』ではグリフィスと結婚して「ルキノ・ロウラン」となっており、特務六課所属のヴォルフラムの操舵長を務めている。

### バックヤード
アイナ・トライトン
声 - 高森奈緒
機動六課の寮を管理する寮母。なのはやフェイトが不在の際はヴィヴィオの世話をしている。温厚な人柄で、ヴィヴィオからも懐かれている。機動六課解散後はヴィヴィオのためにハウスキーパーとしてなのは宅に招かれる。

### 出向メンバー
はやての依頼を受けたゲンヤ・ナカジマによって以下の2名が機動六課に出向となっている。
ギンガ・ナカジマ
声 - 木川絵理子
陸士108部隊からの出向。前線フォワード部隊と行動を共にする。

マリエル・アテンザ
声 - 阪田佳代
本局第四技術部からの出向。シャリオとともにデバイスのメンテナンスなどを担当する。